# Fiestas de San Isidro Labrador

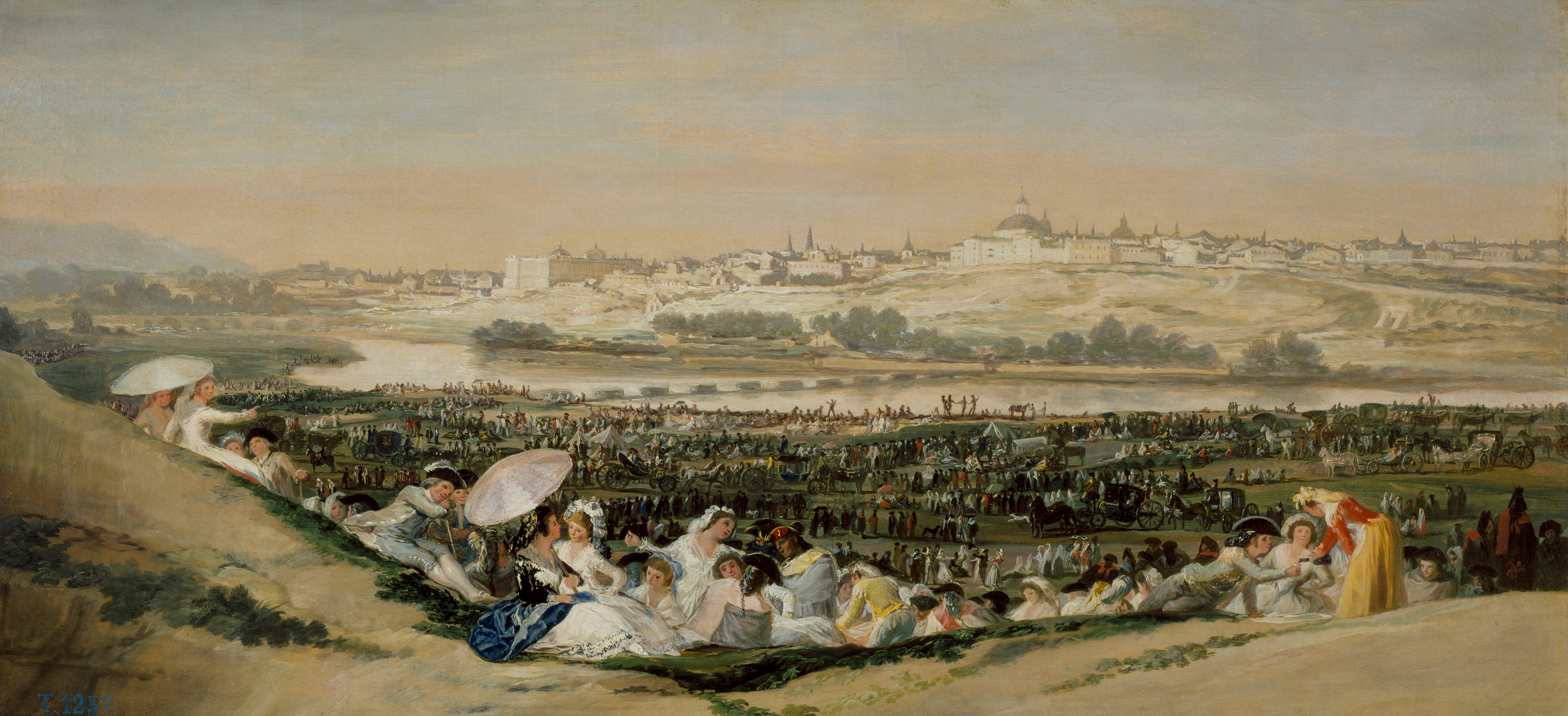
La pradera de San Isidro de Francisco de Goya

Las fiestas de San Isidro son unas fiestas patronales en honor a Isidro Labrador, patrón de Madrid y celebradas en torno al 15 de mayo. Este festejo incluye romerías, verbenas, atracciones y diversos espectáculos tradicionales definidores del «casticismo madrileño». En su esencia se desarrollan en el barrio de San Isidro en Carabanchel, con su epicentro en la Pradera de San Isidro, continuando la tradición pintada por Francisco de Goya en su cuadro La pradera de San Isidro (1788). En 1619, se documenta la inauguración de la Plaza Mayor con motivo de la celebración de estas fiestas. En 2021, la Comunidad de Madrid, a través de la Dirección General de Patrimonio Cultural, declaró la fiesta como Bien de Interés Cultural (BIC) en la categoría de hecho cultural.

## Historia

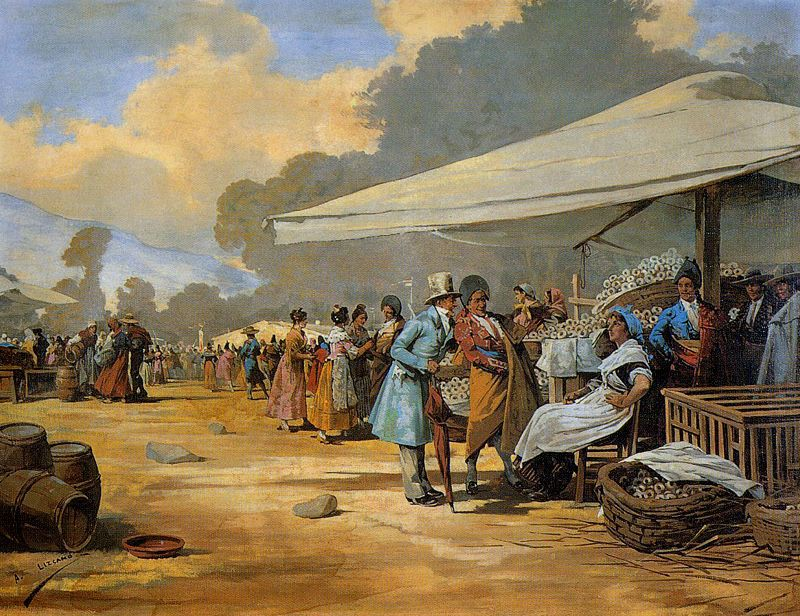
Las rosquillas del santo en un óleo de Ángel Lizcano (hacia 1890).

Las fiestas de San Isidro Labrador giran en torno a la asociación que hay entre el agua y San Isidro. Es costumbre ir en romería el 15 de mayo a beber el "agua del santo" que brota en un manantial anexo a la ermita de San Isidro. Esta celebración se mezcla con la costumbre de merendar en las praderas de San Isidro.  

### Vinculación con el santo
Isidro nació en Madrid, supuestamente el 4 de abril de 1082. Contrajo matrimonio con María de la Cabeza, natural de Uceda (Guadalajara). Los asedios almorávides al poblado de Madrid les obligaron a huir al hoy despoblado de Caraquiz, anejo a Uceda, en el que María cuidaba de la ermita de Nuestra Señora de la Piedad mientras Isidro labraba las tierras. En 1119 regresaron a Madrid para vivir en una casa cercana a la Iglesia de San Andrés. El 30 de noviembre de 1172 muere Isidro en su casa; su mujer regresó a Caraquiz donde pasó sus últimos días.

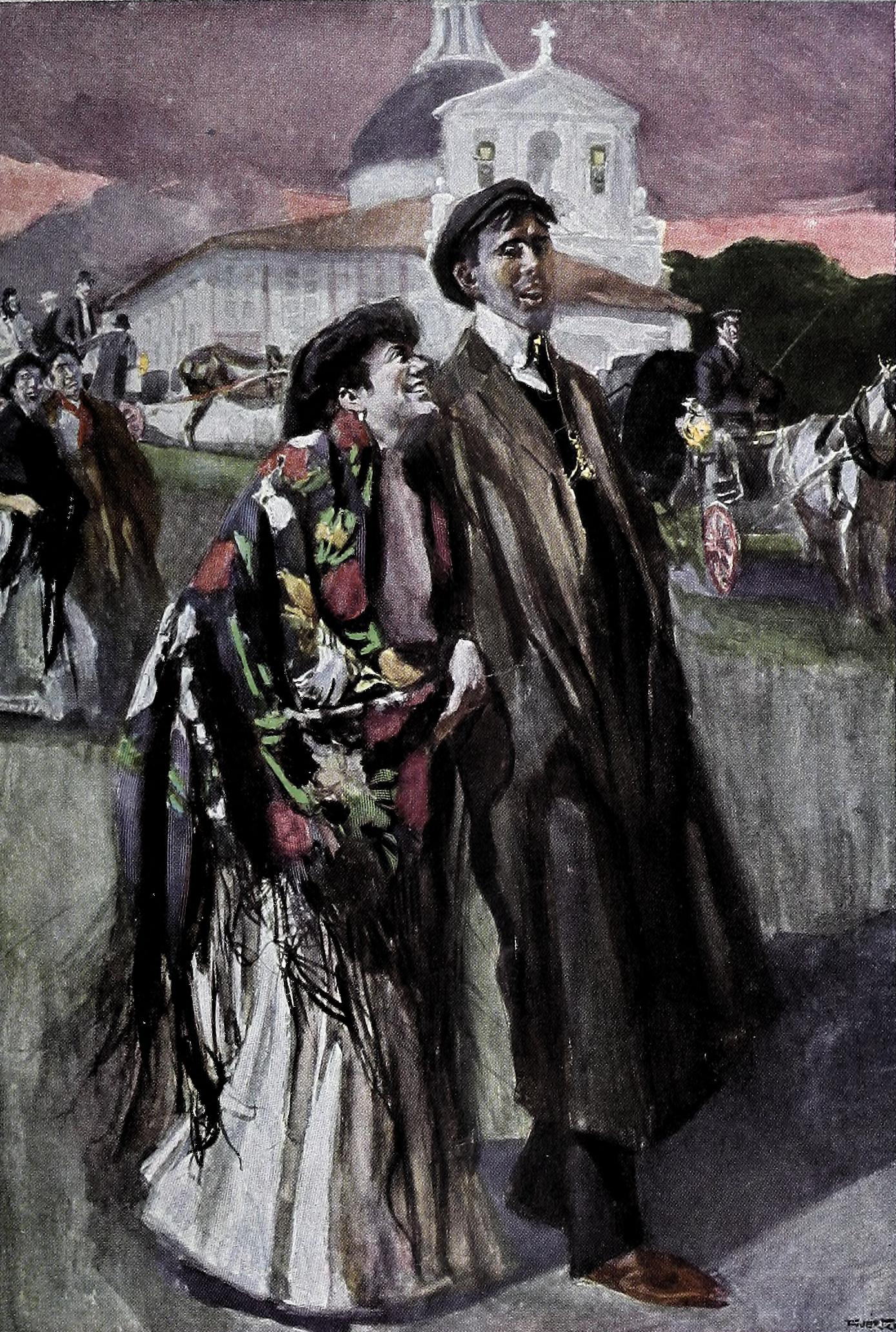
«En San Isidro» de Huertas (1906)

El cuerpo del Santo se exhumó en abril de 1212 por primera vez y fue introducido en un sepulcro de la Iglesia de San Andrés (Madrid) y permaneció allí hasta 1266. La devoción del Santo fue creciendo y su cuerpo a veces era sacado de procesión con el objeto de invocar lluvias. En 1520 Juan de Vargas solicita permiso papal para construir en la Plaza de la Paja una pequeña capilla dedicada al santo, y poder colocar allí sus restos. Juan de Vargas construye en 1528 una ermita dedicada a San Isidro, este edificio se encuentra a las afueras de la ciudad, este edificio dio origen a la visita que anualmente hacían los madrileños. El 14 de julio de 1619 se beatifica a Isidro y se fija la fiesta para el 15 de mayo. El cuerpo del santo se introdujo en 1692 en una caja de madera regalada por Mariana de Neoburgo, la esposa de Carlos II. La canonización hizo que se buscara un nuevo emplazamiento para sus restos y en 1669 se traslada a la capilla de San Isidro. La devoción del Santo que tuvo Carlos III hizo que los restos fueran trasladados (por quinta vez) al Colegio Imperial y ya justo antes de su muerte solicitó que los restos de Isidro y su mujer fueran trasladados a la cámara real. Veinte años después esta ermita recibe la ocupación de los franceses en la que desaparecen numerosos objetos donados por los reyes. Tras este periodo los madrileños recorrían la cuesta de la Vega y la calle de Segovia, para acabar en la ermita besando los restos del santo y bebiendo del caño de la fuente, mientras se recitaba:

San Isidro hermoso,
patrón de Madrid,

que el agua del risco

hiciste salir.

### Costumbres festivas

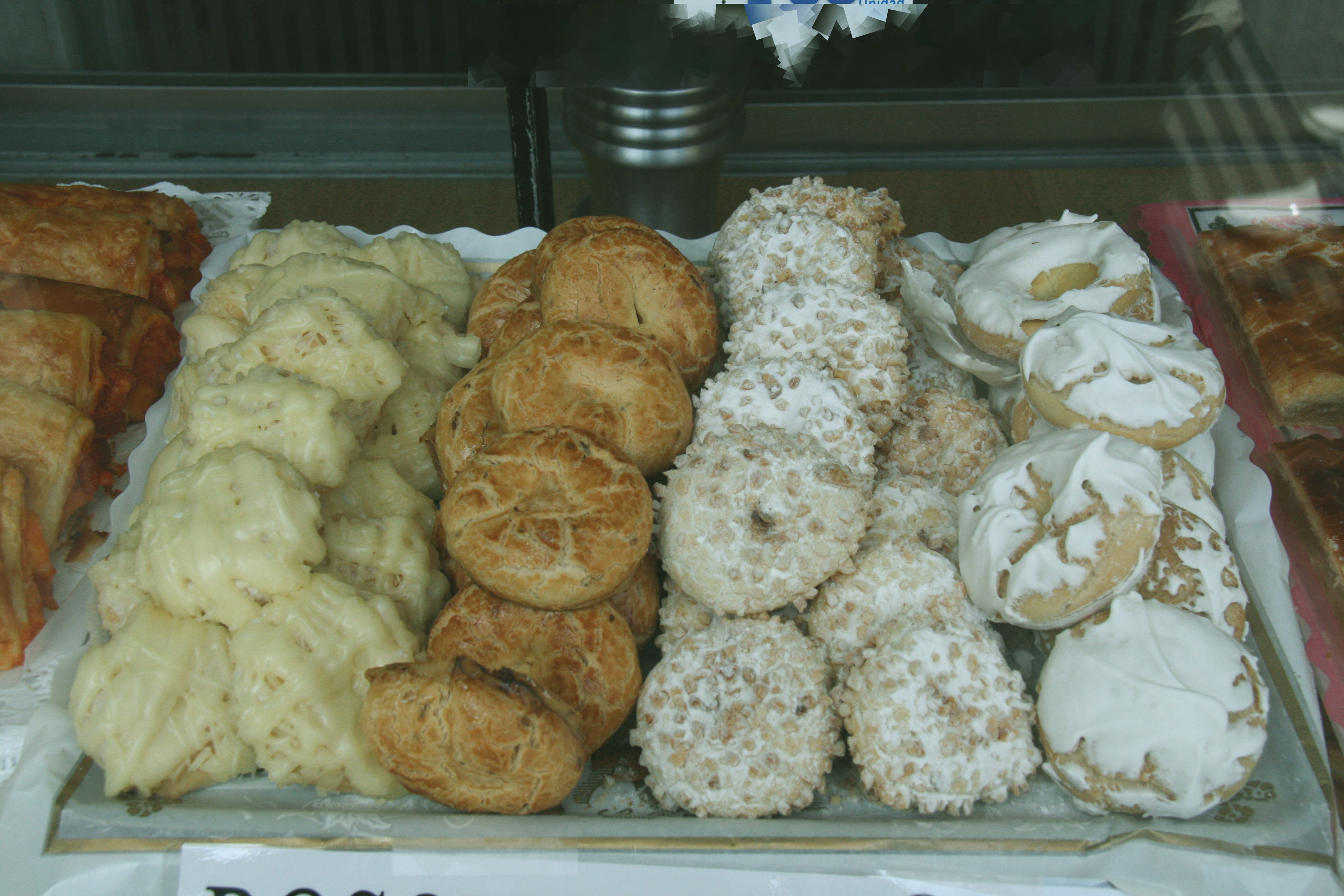
Surtido de las rosquillas de San Isidro. En orden de izquierda a derecha: listas, tontas, francesas y de Santa Clara.

Es costumbre ya desde el siglo XVI merendar en el césped de la pradera  y aprovechar el agua de los manantiales cercanos. Los múltiples puestos en los alrededores vendían las tradicionales rosquillas del Santo. Entre las más famosas se encontraban las tontas (sin recubrimiento), las listas (con baño de azúcar), las de Santa Clara, las francesas y las populares de la «Tía Javiera» y las de «Fuenlabrada», generalmente ensartadas en un bramante. Son igualmente tradicionales los "torraos" y las garrapiñadas, las manzanas caramelizadas, los encurtidos, los escabeches. Igualmente era costumbre adquirir botijos (coloraos de Alcorcón, o los amarillos de Ocaña), pitos de cristal con flores de cristal (los denominados pitos del Santo). Las bebidas habituales eran los «chicos» de Valdepeñas (vasos de vino), la «clara con limón» y la limonada. Ese ambiente fue recogido por Goya en 1788. Recuerda el escritor Benito Pérez Galdós en su obra "Mayo y los Isidros" que era costumbre viajar a Madrid en esta celebración, de esta forma la capital se llenaba de extranjeros recorriendo las calles. La mejora de las comunicaciones hizo que numerosos habitantes de las afueras vinieran el 15 de mayo a las celebraciones, a estos visitantes foráneos se les denominó con el mote de "Isidros". La romería durante el siglo XX fue trasladada a la antigua dehesa de la Arganzuela y luego a la Casa de Campo, pero en 1941 se volvió a recuperar la tradición. Los que participan en esta fiesta religiosa hacen unos postres exóticos que les ponen en la boca al santo y esperan hasta que desaparezcan.

## Celebración

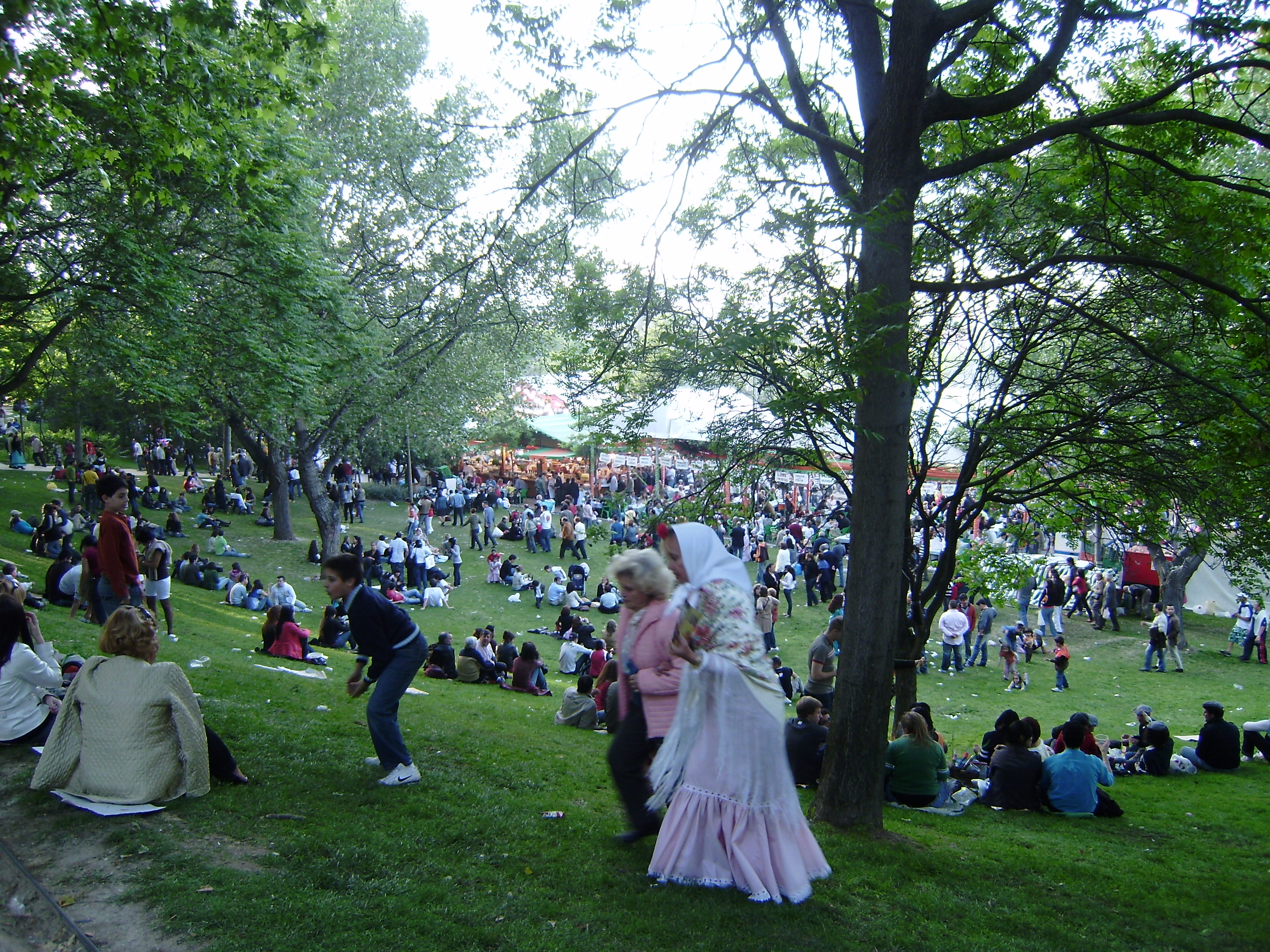
Madrileños almorzando en la pradera durante las Fiestas de San Isidro.

En la actualidad las celebraciones se reparten por toda la ciudad; tanto el Ayuntamiento como entidades privadas como las casas regionales con domicilio social en Madrid organizan bailes regionales en la Plaza Mayor, semanas gastronómicas, verbenas de barrio, ferias taurinas, actos religiosos, actos deportivos como regatas en el río Manzanares, etc. Cada 15 de mayo es costumbre que los madrileños se reúnan para comer en la famosa pradera y beber el agua que sale del caño de la ermita. El paseo que da a la ermita se llena de puestos con diversos elementos gastronómicos de la cocina madrileña como pueden ser la fritura de las gallinejas y los entresijos, bocadillo de calamares, encurtidos diversos (banderillas, aceitunas, berenjena de Almagro) así como de barquillos y de vino dulce. También es típico bailar un chotis vestido de chulapo y comprar las tradicionales rosquillas tontas y listas, de Santa Clara y francesas en los puestos de la feria.

## San Isidro Labrador en Filipinas
Un ejemplo de la huella del antiguo Imperio español en Filipinas reside en la celebración de fiestas populares, como es el caso de San Isidro Labrador, patrón de Madrid, que desde 1606 es, de forma efectiva, la capital de España. En el caso de Filipinas, las fiestas en honor a San Isidro, que son especialmente populares en la Provincia de Quezón, aunque difieren sensiblemente de las españolas, ya que los filipinos, por ejemplo, no se visten de "chulapos" o "chulapas", dado que esta costumbre apareció en España a mediados del siglo XIX, no pudiendo llegar a alcanzar demasiado arraigo en Filipinas.